# Gradska crkva u Umeu
Gradska crkva u Umeu (šved. Umeå stads kyrka), crkva u centru Umea u Švedskoj, između Parka gradskog bratimljenja (šved. Vänortsparken) i sjeverne obale rijeke Umea. Otvorena je 1894.
Projektirao ju je gradski arhitekt Fredrik Olaus Lindström, a izgrađena je od cigala s kamenom temeljcem. Crkva je izgrađena između 1892. i 1894. i treća je u nizu crkava na istom mjestu. Tri dopunske restauracije građevine djelomično su promijenile originalan izgled.

## Povijest

### Prva restauracija
Godine 1929. crkveno je vijeće odlučilo provesti veliku obnovu crkve. Krov koji prokišnjava oštetio je mural na stropu, a i druga oštećenja dovela su do neophodne velike obnove; do tada su bile vršene samo manji popravci. Postojala je i želja da se uništi arhitektonska slika iz 1890-ih koja prikazuje "najteži period dekadencije arhitekture do danas". Dvorski arhitekt Knut Nordenskjöld bio je određen da pregleda crkvu i daje sugestije za obnovu, koja je završila 1930. Njegovi su prijedlozi doveli do velikog broja diskusija, a posebno se provlačilo pitanje o prijedlogu dodavanja prolaza između crkvenih klupa. Dana 27. prosinca 1935. crkveno je vijeće konačno odlučilo implementirati prijedlog dvorskog arhitekta. Dana 17. siječnja počeo je rad na crkvi. Galerija s orguljama i kor prošireni su, ventilacijski su kanali premješteni, unutrašnja su vrata dodana glavnom ulazu, dio poda je zamijenjen vapnenačkim pločama, a unutrašnjost je pobojana u mekanu bijelu. Crkva je ponovo otvorena na prvu subotu adventa 1937., s predsjedavajućim biskupom lulejskim Olofom Bergqvistom, koji je sudjelovao u službi.

### Izgradnja mosta
Godine 1971. odlučeno je da će se Östra Kyrkogatan (šved.: Istočna crkvena ulica) proširiti preko rijeke Umea izgradnjom trećeg gradskog mosta. Na početku izgradnje otkrivena je grobnica neposredno uz crkvu. U skladu sa zakonom o antikvitetima (šved. Fornminneslagen: Zakon o starim spomenima) izgradnja je zaustavljena u ljeto 1972. dok su područje počeli istraživati arheolozi. Prvobitne granice groblja nisu ni bile poznate niti su bile registrirane ili mapirane. Iskopavanjem je otkopano četrdeset grobnih kovčega s oko šezdeset kostura. U posljednjem grobu otkrivena je ploča s čitko napisanim imenom i to je bio obiteljski grob guvernera Pehra Adama Stromberga. Nadgrobni spomenici nisu pronađeni. Smatra se da su nadgrobni spomenici uništeni u požaru 1887., kao i dokumentacija o obiteljskim grobovima. Nakon što su posmrtni ostaci pregledani, u plastičnim su vrećama vraćeni crkvi. Crkveni domar pokopao je plastične vreće bez dokumentiranja točnih lokacija, a nedugo potom je umro.

## Vanjske poveznice
- Umeå stads kyrka (švedski)